# Дунькин клуб
Дунькин клуб — дворец культуры работников службы быта в Ростове-на-Дону, одно из культовых мест ростовской интеллигенции.

## История названия
По мнению директора ДК Людмилы Лисициной, внимания заслуживают три версии появления названия «Дунькин клуб»: «Когда в сентябре 45-го ДК открылся, вокруг разруха была, а тут уже начались первые в городе вечеринки с танцами. Мужчин мало было, в основном приходили женщины, в просторечии „дуньки“. Так название и прижилось. По второй легенде некая Дуня, потерявшая мужа на войне и чуть тронутая от горя, приходила в клуб и упорно искала мужа, не веря в его гибель. Третья версия относится к 20-м годам прошлого века. Тогда это здание имело отношение к главпочтамту. Его работники отдыхали здесь по вечерам, и поклонницы Айседоры Дункан организовали клуб её имени. В обиходе Дункан стала Дунькой».
Среди горожан определённой популярностью пользовалась версия, согласно которой в старые времена «Дунькин клуб» являлся публичным домом, который потом переименовали в Дом культуры. Этой версии придерживался и известный режиссёр Кирилл Серебренников.

## История Дворца культуры
В 1860-е годы Дунькин клуб был доходным домом купца Антимонова. На втором этаже неизменно проводились увеселения.
В XX веке в особняке Антимонова располагались следующие организации:
- до 1937 года — Клуб работников связи;
- с 1937 года — Клуб авиаработников;
- с 1946 года — Дом культуры городского Совета промкооперации;
- с 1958 года — Дом культуры областного Совета промкооперации;
- с 1961 года — Дом культуры местной промышленности;
- с 1966 года — Дом культуры работников службы быта;
- с 1994 года — Дом культуры «Ростовэлектротранс»;
- с 1998 года — МУП «Городской Дом Творчества»;
- с 2003 года — МАУ «Городской Дом Творчества».

В ДК работал самодеятельный театр Геннадия Тростянецкого «Синий троллейбус».
С 1989 по 1992 год в Дунькином клубе функционировала «Студия Р», концертная площадка, на которой, после прекращения активной деятельности Ростовского рок-клуба, проводились концерты местных и приезжих рок-коллективов и отдельных музыкантов. На сцене «Студии Р» выступали Пекин Роу Роу, Майк Науменко, Юрий Наумов и многие другие.
При дворце культуры существовала студия звукозаписи, в которой в мае 2003 года Николай Константинов записал сольный альбом «Буги-Холестерин».